# Muchalls Castle

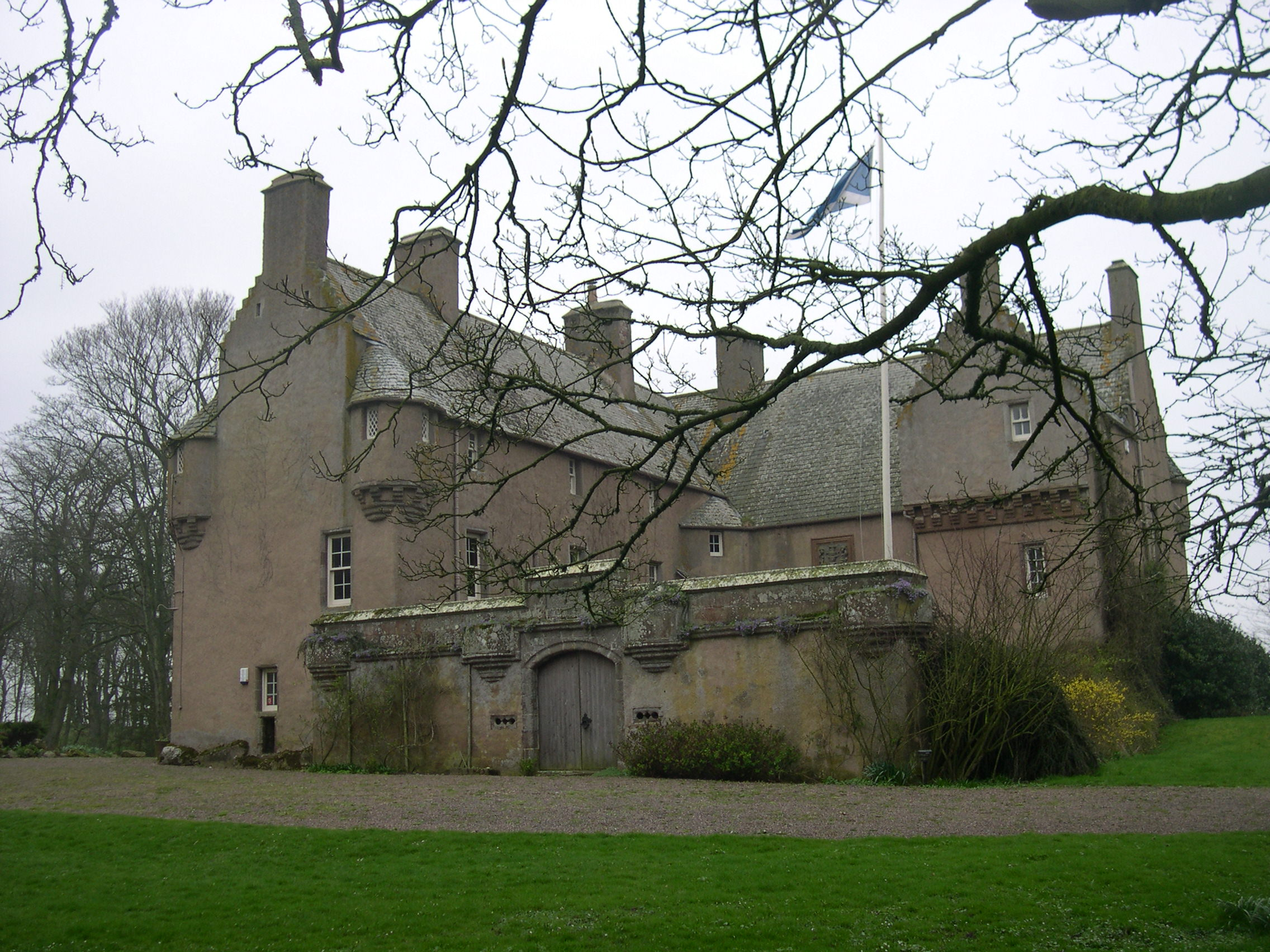
Vista exterior do Muchalls Castle.

O Muchalls Castle é um castelo escocês, situado na região de Kincardine and Mearns, Aberdeenshire, com vista para o Mar do Norte. O curso baixo consiste na estrutura bem preservada duma torre apalaçada do século XIII com dupla aresta, construída pelos Frasers of Muchalls. Sobre esta estrutura, o castelo seiscentista foi começado por Alexander Burnett of Leys e concluido pelo seu filho, Sir Thomas Burnett, 1º Baronete, em 1627. Os Burnetts of Leys construiram o restante castelo actual de quatro pisos. Um dos mais interessantes castelos do nordeste da Escócia, de acordo com o conhecido historiador de arquitectura Nigel Tranter, é desenhado no clássico estilo em L, com uma outra ala de extensão no extremo oeste. O Muchalls Castle entrou na história nacional em 1638, quando aqui teve lugar uma reunião embrionária do movimento Covenanter precedente à Guerra Civil Inglesa.
Os tectos estucados das principais salas de estar são geralmente vistos como estando entre os três mais refinados exemplos de tectos daquele tipo na Escócia. Estes adornos datam de 1624 e estão realmente em perfeitas condições. Consistem em heráldica da família Burnett of Leys, juntamente com heráldica de parentes e amigos, combinada com iconografia bíblica. O espaço acima da lareira do Grande Hall apresenta o brasão do Rei Jaime VI flanqueado por impressionantes figuras egípcias.

## História e arquitectura

### Origens medievais
O curso baixo deste castelo de planta em L é o original piso térreo, datado do século XIV da torre apalaçada do Clã Fraser. Neste nível existe uma masmorra, sala da guarda, despensas, uma câmara para mercadores e visitantes enquanto esperavam para ver o Laird e uma cozinha medieval. Na cozinha medieval, a parede interior tem mais de 4,5 metros de grossura, acomodando uma escada escondida e oferecendo força de carga para suportar os pisos superiores. 
Uma longa galeria de passagem foi construída como um desenho abobadado em berço. A masmorra é notada pela sua pequena janela e ainda tem as grandes dobradiças de aço em que a porta suspensa. A cozinha medieval tem as suas lajes originais do século XIV; além disso, esta sala apresenta uma grande lareira com uma secreta escada em espiral que os criados devem ter usado nos tempos medievais para levar as refeições para os níveis mais altos (aos criados, nesta época, não era permitido o uso da escadaria principal, cujo acesso estava reservado aos nobres que habitavam no castelo). 
A posse do castelo e das terras passou para os Hays no século XV, provavelmente associado com a mesma transacção da propriedade real das terras de Ury, onde mais tarde se ergueria a Ury House.

### Reconstrução seiscentista pelos Burnetts of Leys
O primeiro andar está erguido sobre a estrutura medieval intacta do piso térreo. Elementos exteriores proeminentes são: um conjunto de bem esculpidas torretas apoiadas em mísulas; sólidas filas de chaminés; pátio de entrada murado com dois conjuntos de frechas flanqueadno o arco de entrada; uma cripta subterrânea e um bem preservado jardim seiscentista aterraçado murado em pedra. As guaritas proporcionam interessantes elementos interiores em vários dos quartos, providenciando interessantes recantos circulares com pequenas janelas de vigia estrategicamente colocadas nos cantos superiores do edifício. Existem numerosas seteiras que indicam a original natureza defensiva da estrutura; algumas destas seteiras penetram as paredes exteriores que têm mais de um metro de espessura. Existem várias empenas em degrau associadas com grandes chaminés nos pontos extremos do edifício. O próprio castelo é um listed building classificado com o Grau A; no entanto, existem ali outras três estruturas classificadas nos terrenos do castelo, incluindo um belo estábulo em pedra e um pombal do século XVII. 
O nível seguinte inclui a maior parte das principais salas de recepção, incluindo o Grande Hall, a Sala de Estar das Damas e o Estúdio dos Cavalheiros. Estas salas de recepção são a principal localização dos elaborados trabalhos em estuque; de facto, os tectos destas três salas estão totalmente cobertos em estuques originais do século XVII com brasões heráldicos, figuras bíblicas e outras figuras históricas. A lareira do Grande Hall tem um estuque original sobre a consola apresentando cariátides egípcias e o Brasão do Rei Jaime VI. Pode andar-se de pé dentro da lareira e conduzir uma pequena reunião no interior com assentos nos bancos ali construídos. A caixa de fogo também acolhe o Laird's Lug, um sistema secreto de escutas que permitia ao Senhor (Laird) ouvir as conversas no Grande Hall a partir da sua suite acima.
O terceiro nível consiste em vários quartos: o Quarto do Laird, o Quarto do Padre, o Quarto da Rainha, o Quarto de Inverno da Rainha. A rainha, naturalmente, tinha um quarto muito elegante para o caso de ali se deslocar em visita; de facto, tinha um Quarto de Inverno para o clima inclemente. Cada um dos quartos tem uma lareira, assim como algumas das casas de banho. As casas de banho são uma modificação vitoriana do que devem ter sido salas de vestir no século XVII.
Várias gerações da família Burnett of Leys viveram no Muchalls Castle. Entre os residentes posterires incluem-se James Robertson, Barão Robertson, Presidente do Court of Session escocês, e Geraldine Simpson (nascida Pringle), herdeira da fortuna de malhas Pringle.

### Papel na história dos Covenanters
O Muchalls Castle foi o local dum importante ponto de viragem na Reforma na Escócia. No ano de 1638, em Edimburgo, signatários dum Acordo imposeram-se contra o sistema litúrgico episcopal, então apoiado pelo rei. Descobriu-se que Aberdeen foi um dos últimos redutos a confirmar este acordo. Sir Thomas Burnett of Leys, Laird de Muchalls Castle, juntamente com James Graham, 1º Marquês de Montrose, Dickson, Henderson, Lorde Coupar, o Senhor de Forbes e outros formaram uma delegação de Covenanters para abordar os Bispos de Aberdeen. Os Bispos de Aberdeen ofereceram a Cup of Bon-Accord ("Copa de Bom-Acordo") aos Covenanters e tinham organizado um elaborado banquete; no entanto, muito dramaticamente, os Covenanters recusaram a Copa, afirmando que não se reuniriam antes que os bispoa assinassem o Acordo. Os bispos, conhecidos como os Doutores de Aberdeen, ficaram muito perturbados e composeram uma lista de consultas, exigindo a reposta dos Covenanters. O Muchalls Castle foi o local da reunião dos Covenanters, onde estes desenharam a sua corajosa e sábia resposta aos bispos. A partir destes confrontos e de outros eventos concomitantes, Carlos I, inesperadamente, fez vastas reformas e concessões aos Covenanters, incluindo a revogação do Service Book (Livro de Serviço) e dos Cânones, a revogação dos Artigos de Perth e intimando a subscrição da Craigs Negative Confession of 1580 ("Confissão Negativa de Craigs de 1580"), um documento condenando erros papais.

### O período vitoriano e o século XX
A posse do Muchalls Castle passou da família Burnett of Leys cerca de 1882. Um proeminente proprietário do castelo no final da Era Vitoriana foi James Robertson, Barão Robertson, Lorde Advogado (Chefe de Justiça) da Escócia.

## Políticas e propriedade

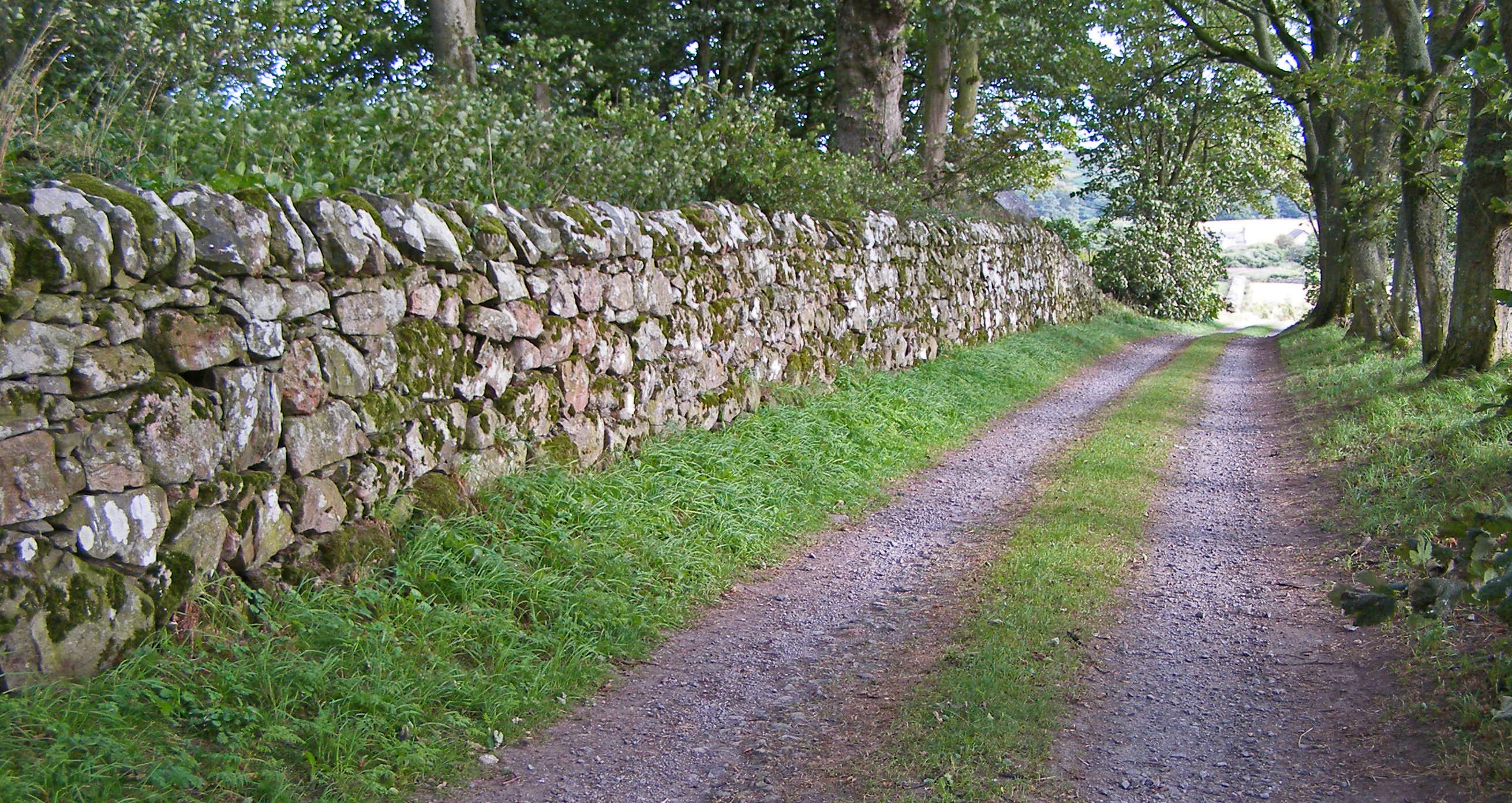
Muro seiscentista em pedra seca nos campos do Muchalls Castle.

O castelo fica situado próximo do ápice dum grande montículo com vista para o Mar do Norte, com uma política florestal (floresta em torno duma grande propriedade) de muito velhos sicómoros, ulmeiros e faias formando os limites de política norte e leste. Estas árvores formam um dossel que atinge os 50 metros de altura e são o domínio de viveiros de corvos e gralhas. Existe uma população de várias centenas destas aves, as quais estão comummente associadas com outros castelos escoceses; de facto, os actuais proprietários compraram uma parcela contígua, a qual é conhecida em mapas históricos como "Crow Woods" e é uma floresta semelhante de árvores maduras que alojam bandos de corvos e gralhas.
As exposições sudeste, sul e oeste têm uma baixa política florestal mais fina, historicamente destinada a permitir vistas livres para o Mar do Norte e exoansivas vistas de vale para sul e oeste. Os principais jardins estão situados numa série de terraços declimamtes no lado oeste do castelo. Estes jardins foram estudados por um histórico arquitecto paisagista em 2001, tendo sido determinado como tendo o desenho original de início do século XVII, incluindo vedações com muros em pedra seca. Outra evidência do período o desenho original é manifestada por um subtil padrão no relvado oeste junto ao castelo, o qual foi documentado como tendo ondulações repetindo um elaborado padrão de subsuperfície em alvenaria, uma marca do plano de jardim seiscentista. No relvado sul existe um espécime raro de árvore conhecido como ulmeiro chorão (weeping elm). Este exemplar é um dos mais antigos na Escócia, medindo 12 metros de altura. A propriedade apresenta um total de sete relvados principais, somando uma área de 52.300 metros quadrados.
Além disso, existe um total de cinco campos agrícolas como parte da herdade do castelo, os quais são administrados de forma a acomodar bovinos, ovinos e cultivos de trigo, cevada e feno. 
O castelo é acedido por uma estrada privada, com cerca de três quartos de milha de comprimento, que corre ao longo da propriedade. Uma das mais intrigantes descobertas da década de 1990 foi uma laje de cantaria com cerca de dois metros de lagura que se estende por um riacho que corre ao longo da parte sul da propriedade. Esta laje não tinha sido registada em nenhum mapa histórico dos últimos 200 anos, mas tem a largura exacta necessária para acomodar uma carruagem. Esta descoberta foi usada para suportar a teoria exposta pelos actuais proprietários, a qual defende que o acesso original do castelo era feito por sul e não pelo lado oeste como mostram os mapas dos últimos dois séculos e resultou na garantia de aprovação pelo conselho da reconstrução da antiga abordagem como principal estrada de acesso.

## Área de implantação
O Muchalls Castle situa-se num terreno alto com vista dominante do Mar do Norte, situado a menos de meia milha de distância. Encontra-se na antiga estrada Causey Mounth que liga Stonehaven a Aberdeen pelo Portlethen Moss. O castelo tem amplas vistas para sul e para leste dum vale que foi o ponto de avanço mais setentrional do exército romano nas Terras Altas Escocesas. Os romanos construiram o importante acampamento de Raedykes cerca de três milhas para sudeste, o qual rendeu muitos artefactos interessantes.
Na vizinha cidade de Stonehaven fica a Stonehaven Tolbooth, onde foram aprisionados os clérigos episcopais por conduzirem serviços na capela da herdade do Muchalls Castle. Outras estruturas notáveis na vizinhança que têm ligações históricas com o Muchalls Castle são o Fetteresso Castle, o Dunnottar Castle, o Crathes Castle e a Monboddo House, a casa de James Burnett, Lorde Monboddo, o pai da linguística histórica moderna e do pensamento pré-evolutivo.